# خليج لوتزو هولم
خليج لوتزو هولم (بالإنجليزية: Lützow-Holm Bay)‏ هو خليج ضخم, بعرض ضخم يبلغ حوالي 120 ميل. قريب من ساحل أرض الملكة مود في أنتاريتكا بين شبه جزيرة ريسر لارسن Riiser-Larsen وزاوية الساحل. مباشرةً إلى الشرق من جزيرة فلاتفير Flatvaer .وقد اكتشف من قبل الكابتن هيلمار ريسر لارسن.